# Dusjön
Dusjön är en sjö i Finspångs kommun i Östergötland och ingår i Motala ströms huvudavrinningsområde. Sjön har en area på 0,0731 kvadratkilometer och ligger 58,8 meter över havet.

## Delavrinningsområde
Dusjön ingår i det delavrinningsområde (649676-150209) som SMHI kallar för Vid mätstation Göstad. Medelhöjden är 72 meter över havet och ytan är 84,97 kvadratkilometer. Det finns inga avrinningsområden uppströms utan avrinningsområdet är högsta punkten. Torpån som avvattnar avrinningsområdet har biflödesordning 2, vilket innebär att vattnet flödar genom totalt 2 vattendrag innan det når havet efter 33 kilometer. Avrinningsområdet består mestadels av skog (62 procent) och jordbruk (24 procent). Avrinningsområdet har 2,06 kvadratkilometer vattenytor vilket ger det en sjöprocent på 2,4 procent.